# Elizabeth Devine
Elizabeth Devine (* 1961 als Elizabeth Kornblum) ist eine US-amerikanische Forensikerin. Sie beriet die Produzenten der Fernsehserien CSI: Den Tätern auf der Spur und CSI: Miami.

## Arbeit als Forensikerin
Im Jahr 1985 verließ Devine das Los Angeles County Sheriff’s Department. Ein Jahr später machte sie eine Ausbildung bei der Spurensicherung, während dessen arbeitete sie bei der Tatortsicherung von Los Angeles. Gemeinsam mit Janet Reno arbeitete Devine an der Veröffentlichung des Buches „Crime Scene Investigation: A Guide for Law Enforcement“, das exklusive Einblicke in die Welt der Forensik gewährt, mit. Sie wurde Supervising Criminalist und Co-Aufseherin einer DNA-Einheit. Auch war sie für die Bereiche Tatortrekonstruktion, Totschlag und Sexualverbrechen ausgebildet.

## Arbeit für das Fernsehen
Devine arbeitete als Beraterin für die Spurensicherung in Filmen und Serien. Sie begann für die Fernsehserie CSI: Den Tätern auf der Spur zu arbeiten. Erst als Technische Beraterin, später als Drehbuchautorin und Co-Executive Producer. Devine wurde, gemeinsam mit Ann Donahue, für den Writers Guild of America Award nominiert (Für die CSI-Folge „Im Blut vereint“). Devine schrieb Drehbücher für alle CSI-Serien, CSI: Den Tätern auf der Spur, CSI: NY und CSI: Miami. Für letztere Serie war sie als Co-Executive Producer tätig.

## Arbeit als Lehrerin
Devine arbeitet als Lehrerin für Crime Scene Investigation an der La Canada High School. Zu ihrem Lehrinhalt gehört das Erkennen von Beweisen und deren korrektes Vorbringen vor Gericht sowie das Rechtssystem an sich.

## Bildung
Devine erhielt den Grad der Bachelor’s of Science in Biologie von der University of California, Los Angeles. Von der California State University, Los Angeles erhielt sie den Rang Master’s of Science in Kriminalistik.

## Privatleben
Elizabeth heiratete 1992 Michael Devine, 2000 ließen sie sich scheiden. Sie hat 3 Kinder: Austin (*
1994), Katherine (* 1995) und Rachel (* 1997).